# Rebound Ace

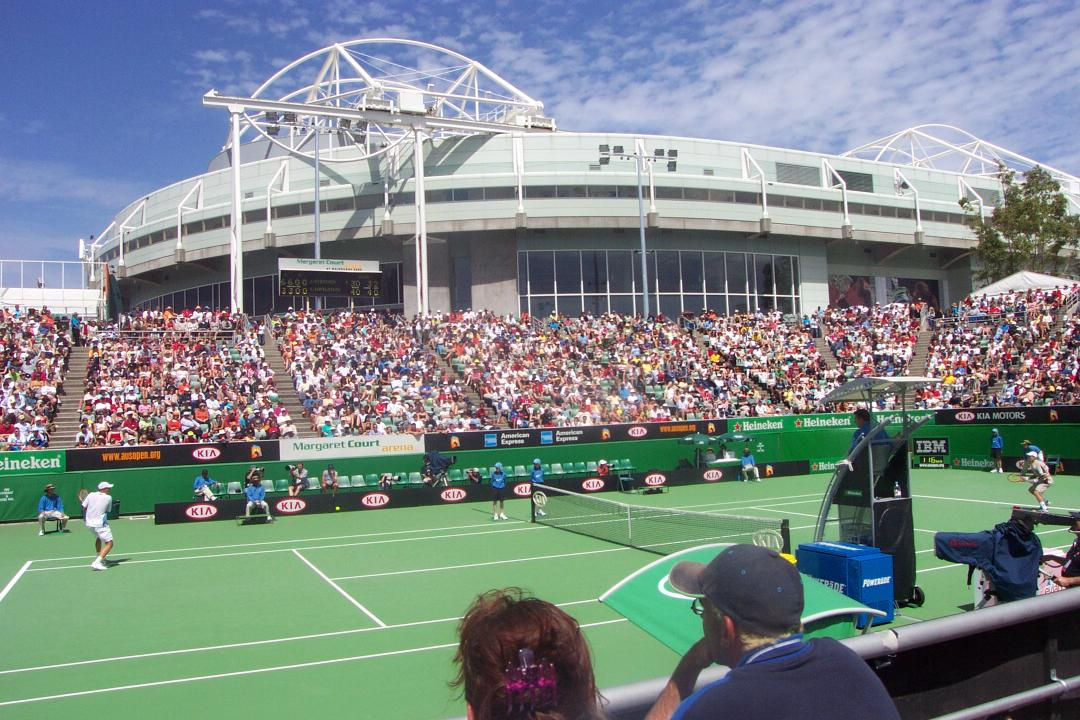
Court Margaret Court en Rebound Ace de l'Open d'Australie.

Le Rebound Ace est une surface de tennis utilisée lors de l'Open d'Australie de Melbourne jusqu'en 2008 (remplacée par le Plexicushion puis par le GreenSet en 2020). Elle est proche du Decoturf, ancienne surface de l'US Open jusqu'en 2020.

## Composition
Le Rebound Ace est composée de polyuréthane, de caoutchouc, de fibre de verre, ainsi que de plusieurs composants de l'asphalte. Elle est fabriquée par l'entreprise Rebound Ace Sports Pty Ltd basée à Brisbane. 
Pour beaucoup de joueurs, cette surface a tendance à devenir gluante lorsque la température s'élève, ce qui augmente le risque de blessures.